# NILEG Immobilien Holding

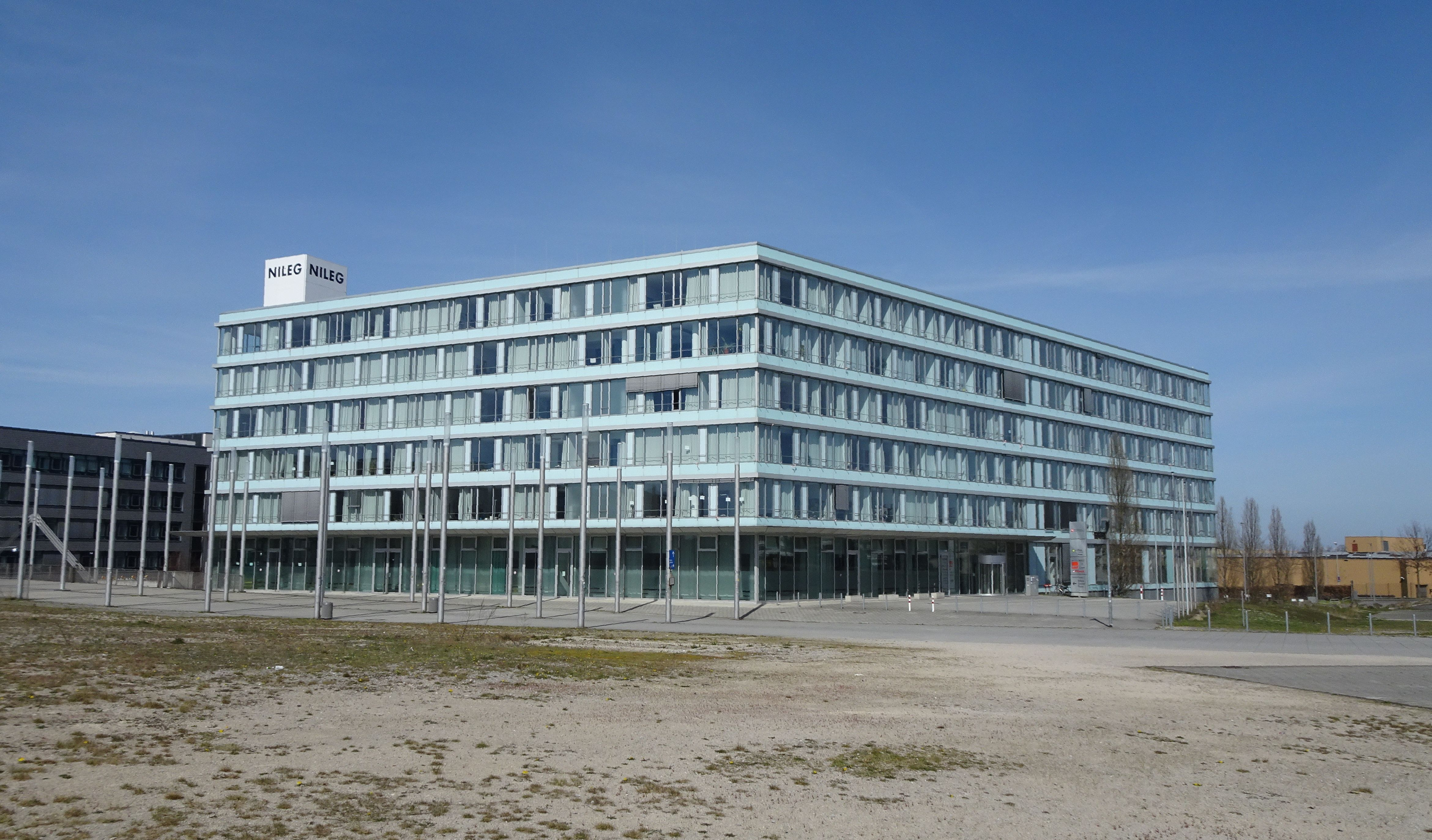
NILEG-Gebäude in Hannover

Die NILEG Immobilien Holding GmbH ist eine Immobilienfirma in Norddeutschland. Sie verwaltet ca. 28.500 Mietwohnungen im Eigenbestand und ca. 3.600 Wohnungen im Fremdbestand. Ihr Umsatz liegt bei etwa 230 Millionen Euro. Sie gehört der Private-Equity-Gesellschaft Fortress Investment Group LLC und ist heute via dem Unternehmen GAGFAH in die Vonovia Gruppe eingegliedert.
Die NILEG stand ursprünglich für die Niedersächsische Landesentwicklungsgesellschaft mbH in Hannover. Die NILEG war als Tochtergesellschaft der NORD/LB für die Verwaltung von deren Wohnungsbestand in Norddeutschland zuständig. Im Juli 2005 kaufte die Private-Equity-Gesellschaft Fortress Investment Group LLC die NILEG der NORD/LB für einen Kaufpreis von ca. 1,5 Milliarden Euro ab. Sie ist in die GAGFAH eingegliedert.

## Tochtergesellschaften
Zur NILEG Immobilien Holding GmbH gehören die
- WGNorden Wohnungsgesellschaft Norden
- OWG Osnabrücker Wohnungsbaugesellschaften
- WBN Wohnungsbau Niedersachsen
- NILEG Norddeutsche Immobiliengesellschaft